# Bahnhof Neuenhagen (b Berlin)
Der Bahnhof Neuenhagen (b Berlin) ist ein Haltepunkt in der Gemeinde Neuenhagen bei Berlin im Landkreis Märkisch-Oderland, der von der S-Bahn-Linie S5 bedient wird.

## Lage
Der Bahnhof Neuenhagen (b Berlin) befindet sich auf der Preußischen Ostbahn, ca. 500 m nördlich des Ortszentrums. Etwa 2 km westlich liegt der Bahnhof Hoppegarten (Mark) und 4 km östlich der Bahnhof Fredersdorf. Er befindet sich im Tarifbereich Berlin C des Verkehrsverbundes Berlin-Brandenburg.

## Geschichte

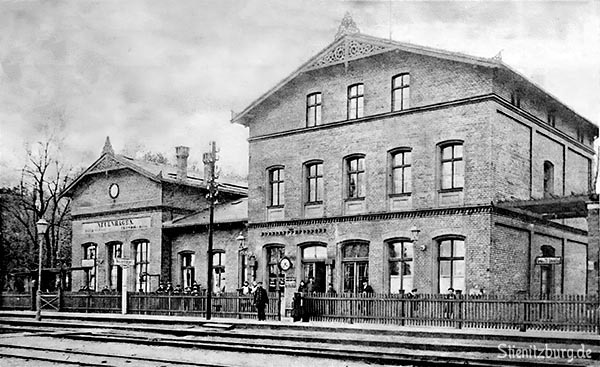
Bahnhofsgebäude Neuenhagen 1903 (Südseite)

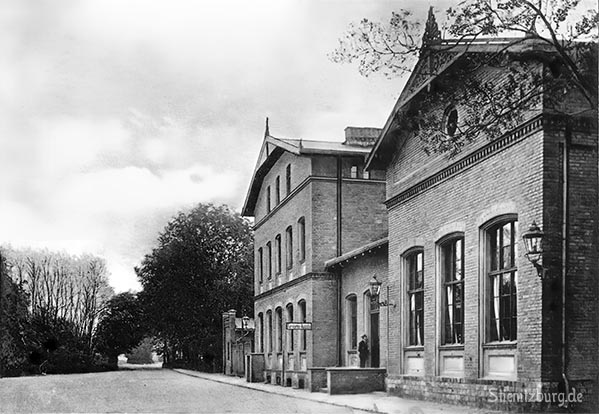
Bahnhofsgebäude Neuenhagen 1905 (Nordseite)

Eröffnet wurde der Bahnhof am 1. Oktober 1867. Er erhielt sofort zwei Seitenbahnsteige und ein dreigeschossiges Empfangsgebäude. Die Strecke der Ostbahn wurde im Zweiten Weltkrieg sehr stark ausgebaut. Zusätzlich baute man noch zusätzlich zwei weitere Vorortgleise zwischen Mahlsdorf und Strausberg, um noch höhere Kapazitäten zu erreichen. In Neuenhagen wurden sie nun schließlich auf den Bahnhofsvorplatz gelegt, wo auch ein neuer Mittelbahnsteig errichtet wurde. Wegen der Versperrung des bisherigen Empfangsgebäudes wurde stattdessen nun ein einfacher Flachbau errichtet. Zu einer geplanten Elektrifizierung kam es jedoch erst einmal aus technischen Gründen nicht. Gegen Ende April 1945 wurde der Zugverkehr in Neuenhagen eingestellt.
Im September war erneut die Elektrifizierung geplant worden. Dies konnte wieder nicht umgesetzt werden, weil vor allem die Gleise an Teilen der Ostbahn abgebaut wurden, weil diese kaum noch Bedeutung hatte, und die Gleise viel dringender auf der Strecke nach Erkner gewesen waren, wodurch das Fahren der S-Bahn auf der Ostbahn-Strecke sehr erschwert wurde. Aber ab März 1947 wurde dann der Bahnhof Hoppegarten (Mark) und ab September auch Neuenhagen von elektrisch betriebenen S-Bahnen angefahren.
Der im Krieg fertiggestellte Mittelbahnsteig wurde seitdem und auch heute nur auf dem Gleis der Südkante bedient und das alte Gebäude aus der Kriegszeit erhielt einen Durchbruch zum Bahnsteig.

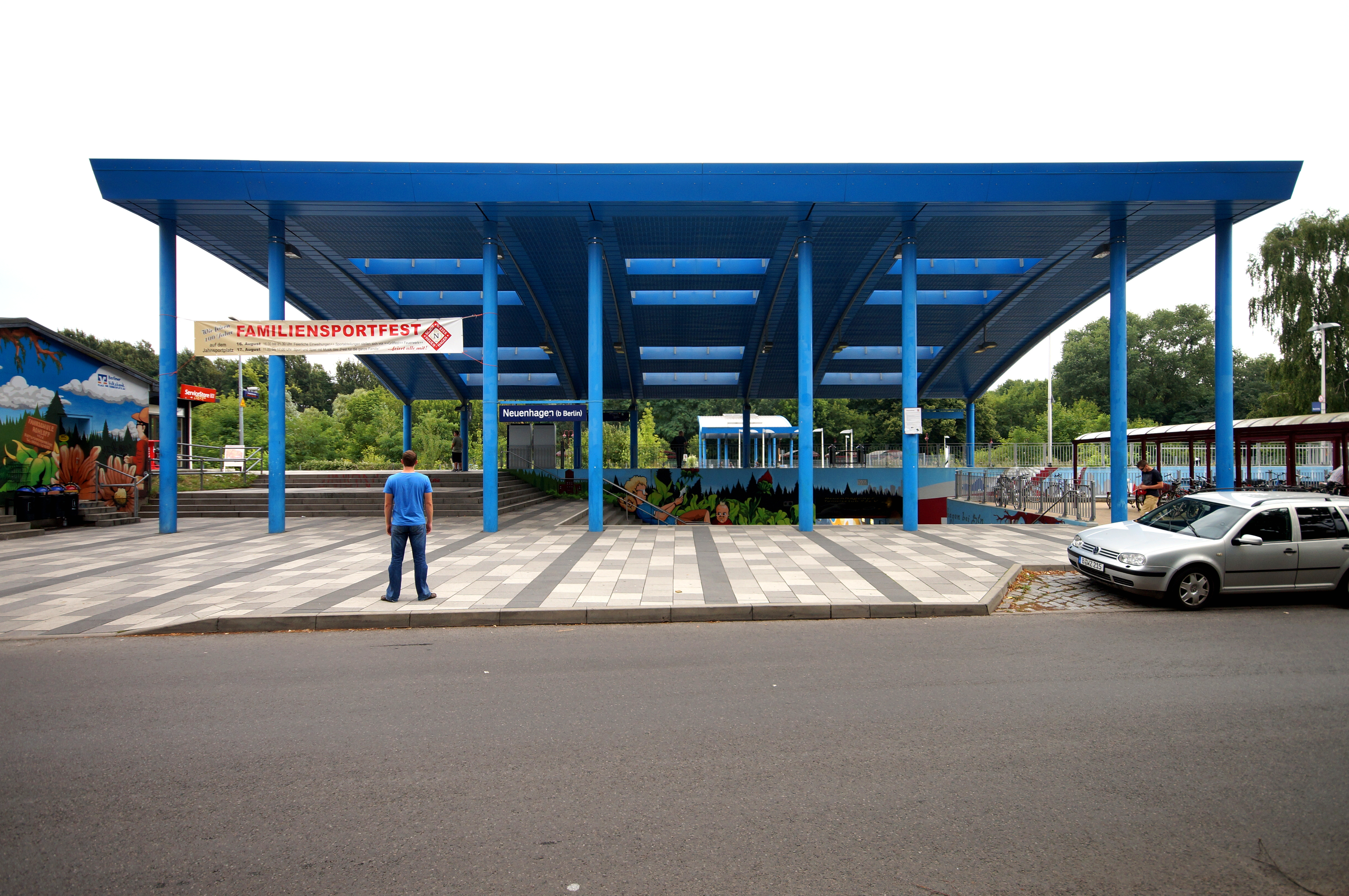
Der Haupteingang des Bahnhofs im August 2013

## Anbindung

### Schienenverkehr
| Linie | Verlauf | Takt   |
| ----- | --- | ------ |
|       | Westkreuz – Charlottenburg – Savignyplatz – Zoologischer Garten – Tiergarten – Bellevue – Hauptbahnhof – Friedrichstraße – Hackescher Markt – Alexanderplatz – Jannowitzbrücke – Ostbahnhof – Warschauer Straße – Ostkreuz – Nöldnerplatz – Lichtenberg – Friedrichsfelde Ost – Biesdorf – Wuhletal – Kaulsdorf – Mahlsdorf – Birkenstein – Hoppegarten – Neuenhagen – Fredersdorf – Petershagen Nord – Strausberg – Hegermühle – Strausberg Stadt – Strausberg Nord | 20 min |

### Busverkehr
Drei Buslinien binden den S-Bahnhof Neuenhagen an, die von der Busverkehr Oder-Spree (DB) betriebene Linie 420 sowie die von der Märkisch-Oderland Bus GmbH (trandev) betriebenen Linien 940 und 949. Dabei hält die 940 an der Nordseite des S-Bahnhofes, während die 420 und 949 am P&R-Platz auf der Südseite halten, wo diese auch enden. Erst seit Dezember 2022 wird Neuenhagen direkt über Schöneiche über Erkner verbunden, was jahrelang von der kommunalen Politik gefordert wurde. Die Linie 420 wird daher als PlusBus gekennzeichnet, womit ein Stundentakt vom Montag bis Freitag garantiert wird. Auch die Linie 949 fährt erst seit 2017 nach Neuenhagen, vorher endete sie schon in Fredersdorf. Die 940 und 949 verkehren von Montag bis Freitag in einem dichten Takt, am Wochenende jedoch nur mit vereinzelten Fahrten.
| Linie | Verlauf                                                   | Takt          |
| ----- | --------------------------------------------------------- | ------------- |
| 420   | S Neuenhagen – Schöneiche – Woltersdorf – S Erkner Bhf    | 60' (WE 120') |
| 940   | Hoppegarten Lindenstr./EKZ – S Neuenhagen – S Hoppegarten | 60' (HVZ 20') |
| 949   | S Neuenhagen – S Fredersdorf – S Petershagen Nord         | 60' (HVZ 20') |